# Hunan Télévision
Hunan Télévision, également connue sous le nom de Hunan TV, (chinois simplifié : 湖南卫视 ; pinyin : Húnán Wèishì)  est une chaîne de télévision privée de la Chine appartenant au groupe HBS (Hunan Brodcasting System). 
Elle a commencé à émettre le 1er janvier 1997, ses bureaux et studios sont situés à Changsha, (Province de Hunan).
Hunan Télévision diffuse désormais ses programmes sur toute la Chine, ainsi que sur Macao et Hong Kong et elle est, en audimétrie en 2015, la deuxième chaîne de télévision, après le groupe national chinois de télévision CCTV.

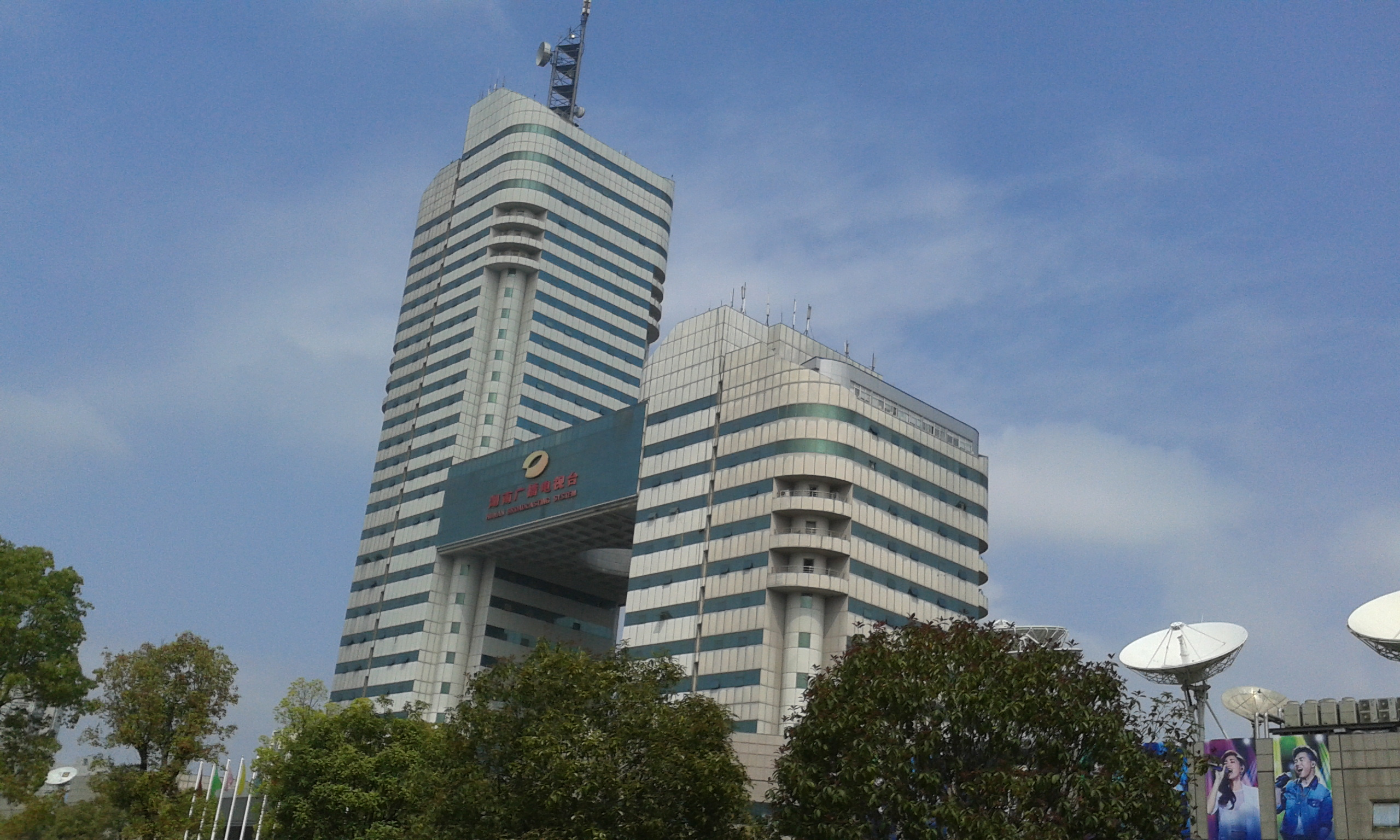
vue générale du siège de l'HBS (Hunan Broadcasting System)

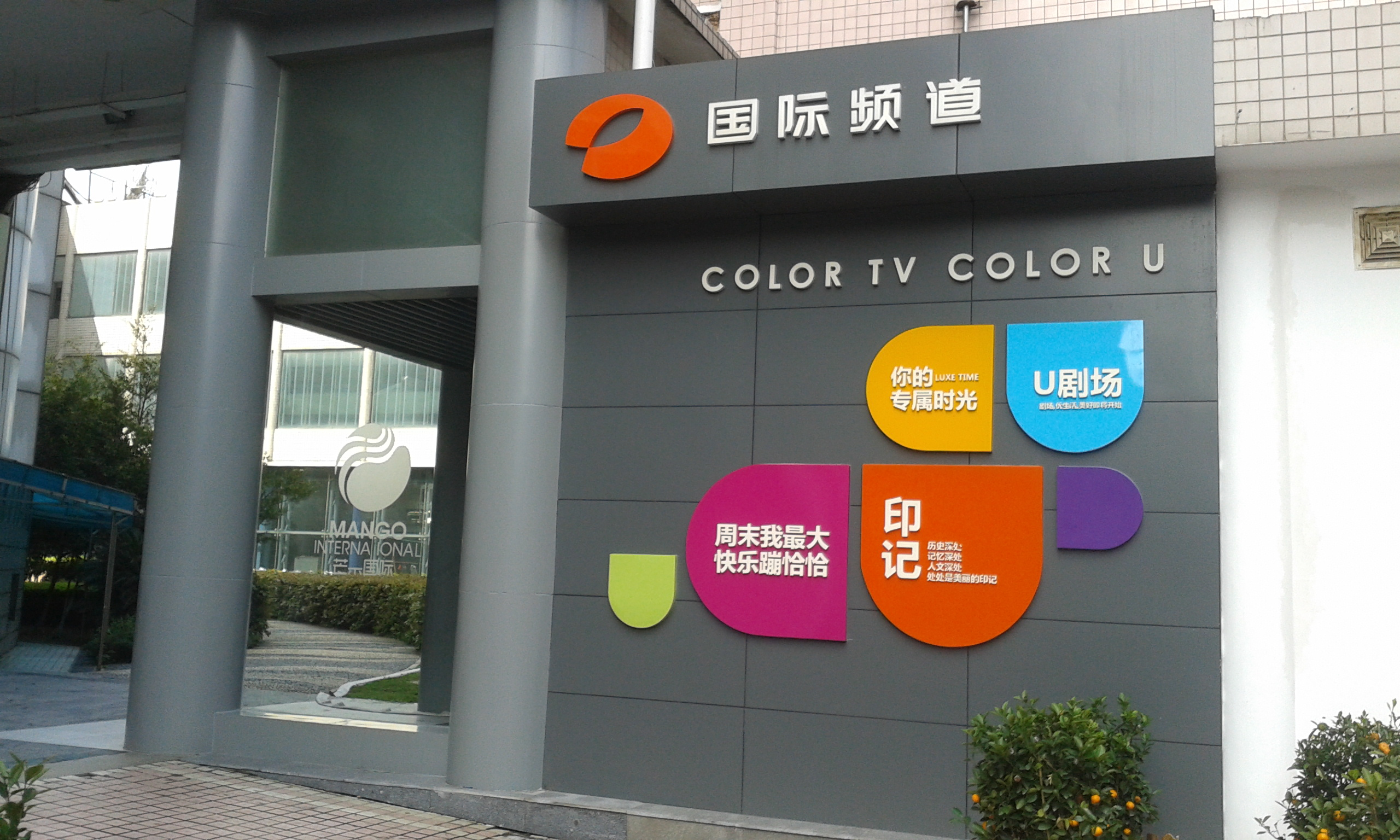
L'entrée du siège de Hunan Télévision

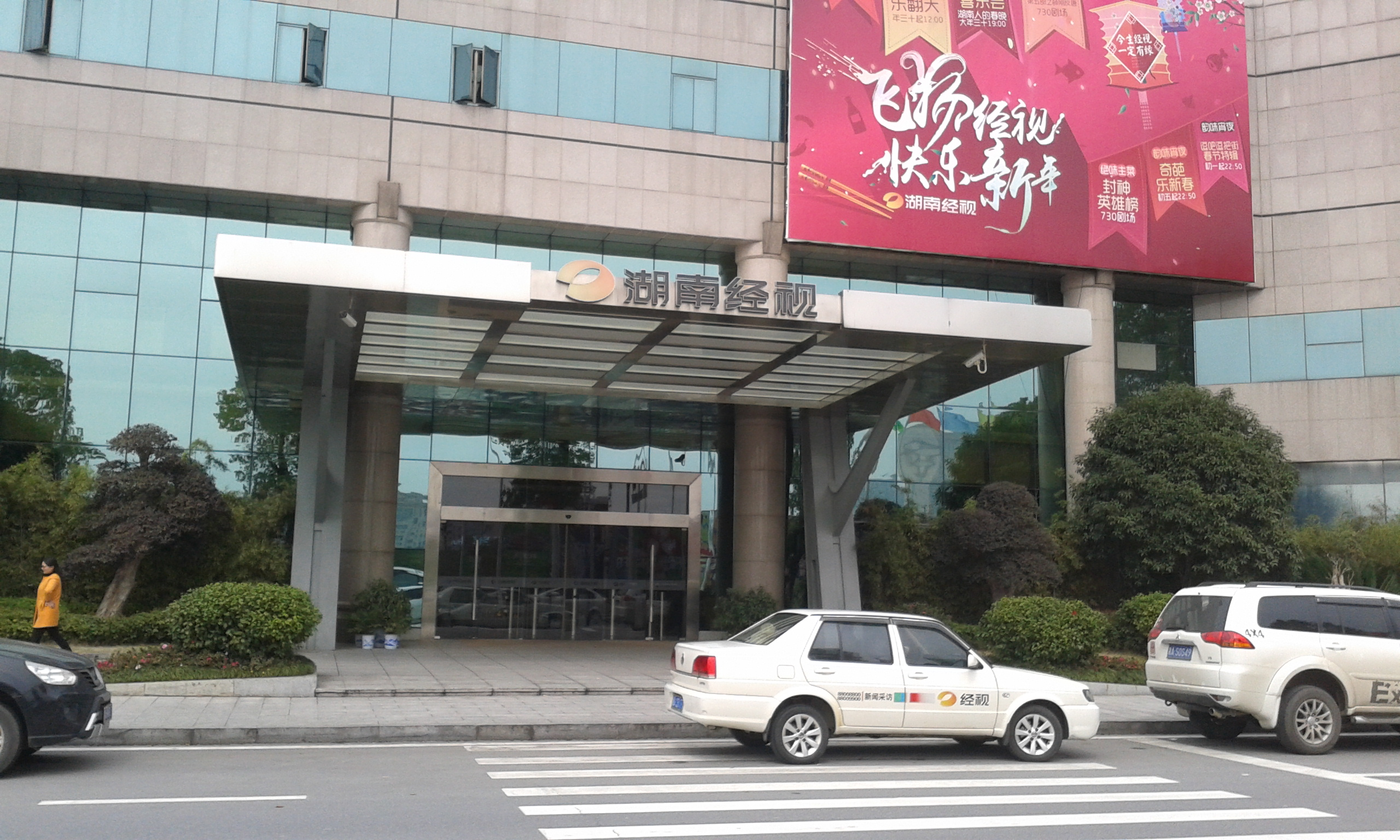
vue extérieure du bureau de Hunan TV

## Programmes
Hunan Télévision a diffusé pour la première fois, sur l'ensemble de la Chine, le Concours Eurovision de la chanson 2015. Les demi-finales comme la finale de ce Concours 2015 ont été diffusées en direct.
Hunan Télévision a confirmé son intérêt pour sélectionner la chanson chinoise et donc faire participer la Chine au Grand Prix l'Eurovision en 2016 comme invité exceptionnel. L'UER a répondu en disant : « Tout est ouvert, car nous sommes toujours à la recherche de nouveaux éléments dans chaque concours de l'Eurovision». 
Cependant, le 3 juin 2015, l'UER a annoncé que la Chine ne serait finalement pas invitée au concours de l'eurovision 2016. 